# نیکو بوگیو
نیکّو بوگیو (به ژاپنی: 日光奉行 Nikkō bugyō)، مقام‌های شوگون‌سالاری توکوگاوا در دوره ادو ژاپن بودند. انتصاب در این دفتر برجسته معمولاً از دایمیوهای فودای بود. تفاسیر متعارف این عناوین ژاپنی را به عنوان «کمیسیون»، «نظارت» یا «فرماندار» تعبیر کرده‌اند.
نیکو، توچیگی خانه آرامگاه یادمانی از شوگون توکوگاوا ایه‌یاسو (نیکو توشوگو) و نوه‌اش توکوگاوا ایه‌میتسو (Iemitsu-byō Taiyū-in) و همچنین تاریخ شوگون]. ۷۶۷ و معبد معبد ریننو که در سال ۷۸۲ تأسیس شد. زیارتگاه نیکو توشوگو در سال ۱۶۱۷ تکمیل شد و در طول دوره ادو مورد توجه بازدیدکنندگان این منطقه قرار گرفت. تعدادی جاده جدید در این مدت ساخته شد تا دسترسی آسان‌تر به نیکو از مناطق اطراف فراهم شود.
این منصب «شوگون» یک مقام مسئول برای اداره منطقه ای را که مجموعه معبد کوه توشو-گو در نیکّو را در بر می‌گیرد، مشخص می‌کند. تعداد مردانی که همزمان این عنوان را در اختیار دارند، با گذشت زمان تغییر خواهد کرد. 